# Greg Losey
Robert Gregory „Greg“ Losey (* 9. Februar 1950 in Oakland; † 26. Februar 2002 in San Antonio) war ein US-amerikanischer Pentathlet.

## Karriere
Losey war Teil der US-amerikanischen Mannschaft, die bei den Olympischen Spielen 1984 in Los Angeles die Silbermedaille hinter Italien gewann. Zur Mannschaft gehörten neben Losey noch Dean Glenesk und Michael Storm. In der Einzelkonkurrenz belegte er den 13. Rang.